# Jungermannia conchifolia
Jungermannia conchifolia là một loài Rêu trong họ Jungermanniaceae. Loài này được Hook. & Arn. mô tả khoa học đầu tiên năm 1841.